# 코멧 오버 브로드웨이
코밋 오버 브로드웨이(Comet Over Broadway)는 미국에서 제작된 버즈비 버클리 감독의 1938년 드라마, 멜로/로맨스 영화이다. 케이 프랜시스 등이 주연으로 출연하였다.

## 출연

### 주연
- 케이 프랜시스
- 이언 헌터

### 조연
- 존 라이텔
- 도널드 크리스프
- 미나 곰벨
- 시빌 제이슨
- 멜빌 쿠퍼
- 이언 키스
- 베라 루이스
- 냇 카
- 체스터 크루트
- 에드워드 맥웨이드
- 클렘 베번스
- 도로시 코민고어
- 잭 모어
- 시드니 브레이시
- 수전 헤이워드
- 하워드 M. 미첼
- 프랭크 오스
- 리오 화이트

## 제작진
- 원조: 프랭크 카벳
- 협력프로듀서: 브라이언 포이
- 의상: 오리 켈리